# Ая-Параскеві
Ая-Параскеві (грец. Αγία Παρασκευή) — східне передмістя Афін, приблизно за 9 км від центру міста. Назване на честь святої Параскеви Римської.

## Сучасна історія
До 1950-х років Ая-Параскеві залишалось малонаселеним передмістям, при цьому більшість жителів були зайняті у сільському господарстві. У 1960-х роках почався швидкий економічний розвиток, який переживала і країна в цілому. Цей період, відомий також як Грецьке економічне диво, супроводжувався зокрема припливом іммігрантів у великі міста і сплеском будівництва. Відтак населення усіх передмість Афін, в тому числі Ая-Параскеві, різко зросло.

## Райони міста
На сучасному етапі Ая-Параскеві — густонаселене місто, до складу якого входять 7 районів:
- Контопефко (грец. Κοντόπευκο, давньогрецька/кафаревуса Контопефкон);
- Неа Зої (грец. Νέα Ζωή — Нове життя);
- Цакос (грец. Τσακός)
- Ставрос (грец. Σταυρός)
- Агіос Іоанніс (грец. Άγιος Ιωάννης)
- Пефкакія (грец. Πευκάκια)
- Парадісос (грец. Παραδησος).

У центрі міста розташована центральна площа Святої Параскеви із православним собором, присвяченим святій, на честь якої назване місто.

## Населення
| Рік  | Населення |
| ---- | --------- |
| 1981 | 32,904    |
| 1991 | 47,463    |
| 2001 | 56,836    |

## Економіка
В Ая-Параскеві працює Національний центр наукових досліджень «Демокріт», в якому розташований єдиний ядерний реактор в Греції. Тут також базується Міністерство сільського господарства Греції.

### Транспорт
Ая-Параскеві із афінами сполучає проспект Месогейон.
3 грудня 2010 року голова Attiko Metro S.A. Христос Цитурос та віце-президент Європейського інвестиційного банку Плутархос Сакелларіос оголосили про готовність станції 3 гілки Афінського метрополітену в Ая-Параскеві. Офіційне відкриття станції заплановане на кінець грудня.